# Tapinoma melanocephalum
Tapinoma melanocephalum este o specie de furnici care poartă numele comun furnică fantomă.
Ele sunt recunoscute după capul lor întunecat și picioarele și abdomenul palide sau translucide. Această culoare face ca această furnică mică să pară și mai mică.

## Descriere

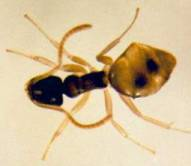
Fotografie mărită a unui lucrător furnică fantomă, luate la un loc din Estul Londrei

Furnica fantomă este mică, cu lungimi medii variind între 1.3 și 2.0 mm la lucrători. Antenele se compun din 12 segmente care se îngroașă spre vârf. Vederea antennală depășește limita occipitală. Capul și toracele au o culoare maro închis, în timp ce abdomenul, picioarele și antenele sunt de culoare albă lăptoasă. Datorită dimensiunii sale mici și culorii deschise, furnicile fantomă sunt greu de văzut. Furnicile fantomă sunt monomorfice iar toracele este fără coloană vertebrală. Abdomenul este fără păr, și are o deschidere pe spate, care este similar cu o fantă ca deschidere. Pedicelul abdominal se formează pe un singur segment care de obicei nu poate fi văzut din cauza abdomenului, iar specia nu conține un stinger. În timpul dezvoltării, această specie suferă trei stadii larvare, care sunt toate goale și fusiforme, cu părți bucale reduse.
Reginele sunt similare ca aspect cu un lucrător, dar alitrunk (mezozoma) este mărit. Regina măsoară aproximativ 2.5 mm în lungime, fiind cel mai mare membru al coloniei. Capul masculului și dorsumul sunt de culoare închisă, în timp ce abdomenul este deschis și poate conține mai multe semne întunecate. Ele sunt de obicei de 2.0 mm în lungime.

## Distribuție și habitat
Datorită faptului cât de răspândită este furnica fantomă, gama nativă exactă nu este exact cunoscută. Cu toate acestea, se presupune că specia provine din regiunile africane sau orientale, văzând că este o specie tropicală. Acest lucru a fost dovedit având în vedere că furnică fantomă nu se poate adapta la climate mai reci și sunt limitate doar la sere și clădiri care oferă condiții considerabile, care permit speciei să prospere, deși o colonie de furnici fantomă a fost descoperită într-un bloc de apartamente în Canada. Un raport a indicat chiar prezența furnicilor fantomă în regiuni izolate, o colonie fiind găsită în Insulele Galapagos. Furnica se găsește în 154 de zone geografice.
Specia este un dăunător comun în Statele Unite, în special în statele Hawaii și Florida, deși specia se extinde mai la nord, ajungând chiar Texas până la mijlocul anilor 1990. Ele sunt frecvent întâlnite în părțile de sud ale Floridei, și este considerat un dăunător cheie, împreună cu mai multe alte specii invazive de furnici. Cea mai veche înregistrare a furnicii fantomă din Statele Unite a fost în 1887, unde specia a fost găsită în Hawaii. A fost apoi înregistrată în Washington, D.C. în 1894. După aceste două înregistrări, furnică fantomă va fi găsită mai târziu în Maine,  New York, Connecticut, Virginia, Carolina de Nord,  Georgia, Florida, Illinois, Michigan, Wisconsin, Minnesota, Iowa, Missouri, Louisiana, Texas, Kansas, New Mexico, Arizona, California, Oregon și  Washington. Furnicile fantomă pot fi găsite în teritoriile SUA din Puerto Rico și Suerii Virgine sua.